# Cabrião
O Cabrião foi um periódico publicado na cidade de São Paulo, no Brasil, à época do Segundo Reinado. Ao custo popular de 5 mil-réis, foi o primeiro jornal brasileiro a utilizar a caricatura com forma de sátira política, tendo sido fechado devido às suas críticas ao Império em seus aspectos político, econômico e social.
Publicado por Angelo Agostini, Américo de Campos e Antônio Manuel dos Reis, circulou semanalmente, aos domingos, de 1866 a 1867, totalizando 51 números. Contou também com a colaboração do caricaturista Huáscar Vergara e do abolicionista Luiz Gama. O primeiro teria substituído Agostini em alguns números do jornal; o segundo publicou poemas satíricos como "Epístola Familiar" (Cabrião, no 12) e "Fidalguias" (Cabrião, no 45), conforme atribuição feita por Délio Freire dos Santos em texto introdutório à versão fac-similar do periódico publicado pela parceria entre Editora da Unesp e Imprensa Oficial do Estado de São Paulo. Uma versão digitalizada do jornalzinho também foi disponibilizada pela Biblioteca Brasiliana Mindlin da Universidade de São Paulo.

## Apresentação doCabrião

### Os primeiros números

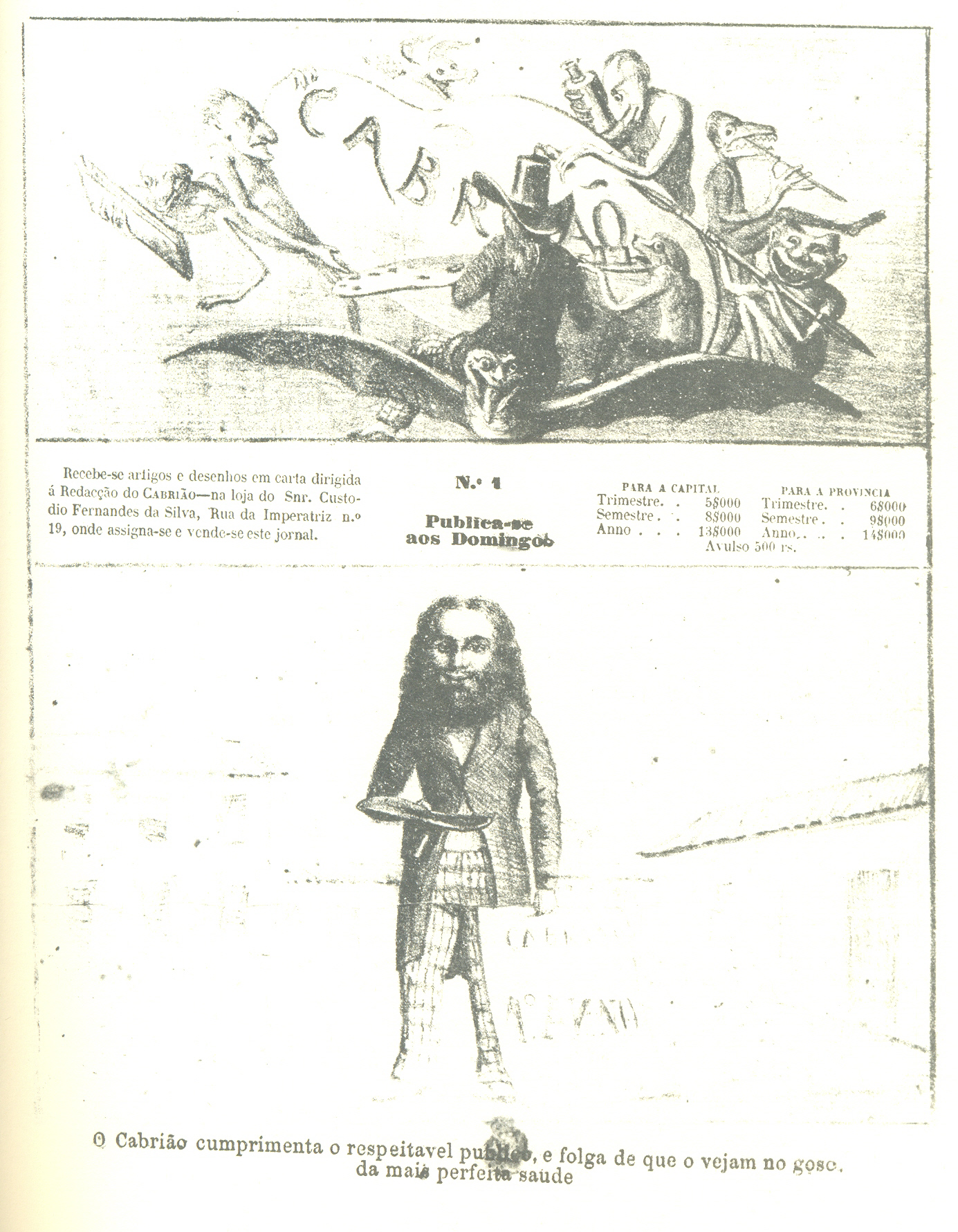
Capa do primeiro número do Cabrião:
O personagem-narrador do periódico cumprimenta o respeitável público.

Embora o Cabrião só informe a data de publicação a partir do quarto número (22 de outubro de 1866), podemos supor que o primeiro número do periódico tenha sido publicado no dia 1o do mesmo mês.
Em 30 de setembro, o Correio Paulistano recomendava ao público a assinatura do "jornalzinho de caricaturas". No dia 2 de outubro, o mesmo Correio Paulistano acusava o recebimento do primeiro número do Cabrião: "É preciso que a Capital à imitação de outras cidades importantes do Império, saia da apatia em que vive. São Paulo pode e deve ter um jornal que à semelhança da 'Semana Ilustrada' e do 'Bazar Volante', diga ao público com 'crayon' o que muitas vezes não se pode e nem é permitido dizer com a pena". Importante destacar que Américo de Campos, um dos responsáveis pela publicação do Carbião, era também redator do Correio Paulistano.
No primeiro número, o Cabrião cumprimenta o respeitável público e, apresentando-se como "candidato aos cofres dos leitores", promete que, "a fim de sustentar o equilíbrio da imprensa (...), empenhará a cabeça, se preciso for, para fazer jorrar o espírito de cada frase e copiar os carões, caras e caretas, que melhores traços ofereçam ao crayon, e mais beleza derem ao painel". Garante ainda que: "Atacando as trincheiras do vício, lançando por terra o monstro da hipocrisia, fará tremular o estandarte da virtude".
No segundo número, o artigo de fundo reforça os objetivos da publicação: "Criado para moer a paciência dos jesuítas, para amolar os vinagres, para enforcar todos os cascudos existentes e por existir. Cada Domingo será um Dies irae".

### Título e personagem-narrador
Cabrião, o personagem-narrador do periódico, apresentava-se como um "amolador" na capital paulista. O nome do jornal foi inspirado no romance-folhetim de Eugéne Sue, Mistérios de Paris, publicado na França pelo Journal des Débats entre 1842 e 1843. Muito popular na época, foi traduzido por Justiniano José da Rocha e publicado no Rio de Janeiro pelo Jornal do Commercio entre 1844 e 1845.
Na obra, Alfred Pipelet era um velho que se estremecia de pavor ao ouvir falar de artistas, principalmente pintores, por ter sido obrigado a conviver durante tempos com Cabrión, um pintor que, de tão impertinente, quase lhe fez perder o juízo. Na versão paulista, as personagens antagônicas do romance de Sue se conciliam. Pipelet se torna companheiro do Cabrião e passa a complementá-lo para dar sentido às situações narradas no periódico. Juntos, observam e comentam os fatos cotidianos da capital da Província.

## Contexto

### Transformações no século XIX
Os primeiros anos da segunda metade do século XIX são caracterizados por reformas e transformações que tiveram importantes reflexos na vida econômica, social e cultural do Império. O fim do tráfico de africanos para o Brasil, em 1850, gerou um excedente de recursos que passou a ser destinado a outros negócios, geralmente em benefício dos núcleos urbanos. O Estado de São Paulo, em função do crescimento das lavouras de café, foi uma das regiões mais afetadas.
A transformação da capital da Província em importante entreposto comercial requereu o melhoramento nos serviços públicos em decorrência do relativo aumento populacional e das condições exigidas pelos novos habitantes. Fazendeiros que fixaram residência na cidade, novos comerciantes, funcionários da administração provincial, artistas, professores e estudantes da Academia de Direito (que teve significativo crescimento no número de matrículas nessa época) demandavam novos serviços, novas formas de sociabilidade e novos hábitos que alteraram a fisionomia da cidade, diversificando os costumes e os tipos humanos – uma nova ordem social que despontava numa cidade ainda com fortes permanências da vida tradicional.

### O burgo dos estudantes
Até então, São Paulo era uma cidade com características rurais marcantes. Ernani Silva Bruno relata que, naquele tempo, a capital da província era, sobretudo, um “burgo de estudantes”. Era a presença deles, em função da Faculdade de Direito, que arrancava a capital da província de seu sono colonial. E foram os estudantes e lentes dessa instituição os beneficiários imediatos da diversificação do comércio e das oportunidades alternativas de lazer. Sérgio Adorno afirma que, na década de 1860, em torno dessa elite intelectualizada, foram fundados hotéis, confeitarias, docerias, alfaiatarias, barbearias e livrarias. Ao mesmo tempo, o teatro, as casas de prazeres e a vida boêmia se tornaram focos imediatos da atenção dos acadêmicos. A presença dos estudantes na capital da Província contribuiu também para a proliferação de jornais, revistas e panfletos de diversos gêneros. O entusiasmo pela escrita na imprensa começava com os periódicos acadêmicos, um dos espaços embrionários da militância política dos bacharéis, apregoando uma moral pública que reclamava padrões de sociabilidade e bons costumes que consagrassem leis e instituições promotoras da felicidade dos homens.

### A diversificação social
A preocupação com o controle dos espaços públicos e a preservação da segurança e dos bons costumes tinha especial sentido em São Paulo naquele momento. O aumento populacional verificado a partir da segunda metade do século XIX demandava políticas de controle. A presença cada vez maior de escravos, libertos e
homens livres pobres na cidade apresentava-se como risco à ordem pública. Para evitar que a cidade fosse tomada pela barbárie, de um lado, ampliou-se o contingente policial e os estabelecimentos carcerários foram expandidos, de outro, a ação pedagógica da elite se fez pela instrução pública e pela imprensa.
Não somente os avanços das técnicas de reprodução de impressos permitiram a diversidade de jornais acadêmicos, filosóficos, literários, políticos e até humorísticos. A diversificação da própria sociedade (com seus novos tipos humanos e repertórios de temas) favoreceu ao aperfeiçoamento de recursos linguísticos, literários e jornalísticos, bem como um redimensionamento das características esboçadas nos periódicos das décadas anteriores. O aperfeiçoamento da litografia e a caricatura vieram incrementar as práticas jornalísticas tão difundidas nos arredores do Largo São Francisco.

### Início da crise do Império
Durante a segunda metade da década de 1860, São Paulo também sofria com a demora da Guerra do Paraguai. Os esforços do governo imperial no recrutamento de braços para lutar no país estrangeiro oprimia as famílias pobres e subtraía mão-de-obra dos proprietários de escravos. Além disso, os conflitos faziam acirrarem-se ainda mais os ânimos num momento em que a política de conciliação já não se sustentava. Américo de Campos e Luiz Gama acompanharam com bons olhos o desenvolvimento das ideias radicais na Corte. Embora não tenham exercido nenhum cargo político durante todo o Império, foram membros ativos do Club Radical em São Paulo, organização da qual sairiam alguns dos fundadores do Partido Republicano, em 1870.
As transformações ocorridas na cidade em decorrência da expansão da produção cafeeira, associadas à conjuntura de desagregação da política de conciliação e ao clima de incertezas gerado pela guerra no Paraguai, favoreceram a ampliação de um espaço de crítica política ocupado por novos atores.

## Principais temas

### Tensões e anticlericalismo
As contradições entre uma cidade em processo acelerado de urbanização e as permanências da tradição, entre o aumento da população que se pretendia culta e a inexistência de espaços de sociabilidade, entre um país civilizado e a violência da escravidão davam o tom das críticas apresentadas no jornalzinho. A marcante religiosidade e a forte presença do clero na vida pública e particular dos paulistas, por exemplo, foi diversas vezes tematizadas pelo Cabrião. Não raro os padres figuram como personagens corruptas e oportunistas.

### A Guerra do Paraguai e as fragilidades do Império
A Guerra do Paraguai ocupou espaço privilegiado nas páginas do Cabrião, especialmente nas caricaturas de Ângelo Agostini. Na sua esteira, um abolicionismo se manifestava de forma incipiente com a abordagem da presença dos escravos nos campos de batalha. O periódico fazia coro também a um grupo ainda pequeno de caricaturistas que ousavam romper a sacralidade dos símbolos imperiais. O próprio Dom Pedro II, símbolo maior do regime, aparece várias vezes no Cabrião sob formas incompatíveis com sua posição; ora como soberano displicente, ora infantilizado na figura de um bebê que se diverte com os jogos da política, ora como patrono de atitudes corruptas no cerne do governo.